# Оканья (Колумбия)
Оканья (исп. Ocaña) — город и муниципалитет в Колумбии в составе департамента Северный Сантандер.

## Географическое положение
Город расположен в департаменте Северный Сантандер в 610 км от столицы страны Боготы. Абсолютная высота — 1 202 метров над уровнем моря.

Площадь муниципалитета составляет 460 км².

## Население
По данным Национального административного департамента статистики Колумбии, совокупная численность населения города и муниципалитета в 2012 году составляла 95 958 человека.
Динамика численности населения города по годам:
| 2005   | 2006   | 2007   | 2008   | 2009   | 2010   | 2011   | 2012   |
| ------ | ------ | ------ | ------ | ------ | ------ | ------ | ------ |
| 90 517 | 91 332 | 92 100 | 92 866 | 93 650 | 94 420 | 95 190 | 95 958 |

Согласно данным переписи 2005 года мужчины составляли 49,3 % от населения города, женщины — соответственно 50,7 %. В расовом отношении белые и метисы составляли 96,8 % от населения города; негры — 2,3 %; индейцы — 0,9 %..
Уровень грамотности среди населения старше 5 лет составлял 87,5 %.